# 부가 중합
부가 중합(附加 重合)은 알켄이나 카보닐기를 가진 단량체의 이중결합의 결합이 깨어지면서 새로운 활성자리가 생기고, 이 활성자리에 단량체가 부가하여 고분자 사슬이 형성되는 반응이다. 단량체의 종류에 따라 고분자의 이름이 결정된다.